# Лотербур (кантон)
Лотербу́р (фр. Lauterbourg) — кантон у Франції, в департаменті Нижній Рейн регіону Ельзас.

## Склад кантону
Кантон включає в себе 5 муніципалітетів:
| Муніципалітет          | Площа | Населення, осіб | Рік  |
| ---------------------- | ----- | --------------- | ---- |
| Лотербур               | 11,25 | 2269            | 1999 |
| Неевіллер-пре-Лотербур | 7,34  | 623             | 1999 |
| Нідерлотербак          | 11,22 | 863             | 1999 |
| Сальмбак               | 8,91  | 517             | 1999 |
| Шебенар                | 4,62  | 675             | 1999 |

## Консули кантону
| Період    | Консул             | Посада                      |
| --------- | ------------------ | --------------------------- |
| 1988—1994 | Jean Fritz         |                             |
| 1994—2014 | Jean-Michel Fetsch | Мер муніципалітету Лотербур |

| Франція | Це незавершена стаття з географії Франції. Ви можете допомогти проєкту, виправивши або дописавши її. |